# Ingeborg Kolodzeike
Ingeborg Kolodzeike (* 15. April 1952 in Erlangen) ist eine deutsche Politikerin (Die Linke). Sie gehörte 2005 bis 2009 dem brandenburgischen Landtag an.

## Leben
Kolodzeike erhielt 1969 eine Berufsausbildung zur Fernschreiberin bei der Deutschen Post. Von 1972 bis 1983 arbeitete sie als Sachbearbeiterin bei der Oberflussmeisterei Frankfurt (Oder). 
1979 erhielt sie eine weitere Berufsausbildung zur Wirtschaftskauffrau und war dann von 1983 bis 1988 Sachbearbeiterin beim VEB Wasserversorgung und Abwasserbehandlung Frankfurt (Oder). Von 1988 bis 1989 war sie Wirtschaftsleiterin der Berufsschule „Ernst Schneller“ der Holzindustrie Schorfheide und von 1990 bis Oktober 2005 Behindertenbeauftragte der Stadt Eberswalde.
Ingeborg Kolodzeike ist verheiratet und hat drei Kinder.

## Politik
Am 20. August 2002 wurde Ingeborg Kolodzeike Mitglied der PDS, seit Juni 2007 ist sie Mitglied der Partei Die Linke. Kolodzeike ist seit 2003 sachkundige Einwohnerin ihrer Partei im Kreistag des Landkreises Barnim.
Als Nachrückerin für Wolfgang Gehrcke wurde sie am 21. Oktober 2005 Mitglied des Landtages. Sie war im 4. Landtag bis 2009 behindertenpolitische Sprecherin ihrer Fraktion und vertrat diese ab 2007 im Ausschuss für Arbeit, Soziales, Gesundheit und Familie.